# サラチェーナ
サラチェーナ（イタリア語: Saracena）は、イタリア共和国カラブリア州コゼンツァ県にある、人口約3,700人の基礎自治体（コムーネ）。

## 地理

### 位置・広がり

#### 隣接コムーネ
隣接するコムーネは以下の通り。
- アルトモンテ
- カストロヴィッラリ
- フィルモ
- ルングロ
- モラーノ・カーラブロ
- モルマンノ
- オルソマルソ
- サン・バジーレ